# Vangens kyrka
Vangens kyrka (norska: Vangen kirke) eller Aurlands kyrka (norska: Aurland kirke) är en kyrka i tätorten Aurlandsvangen i Aurlands kommun i Vestland fylke i västra Norge.
Kyrkan är en enskeppig stenkyrka, troligen byggd på 1200-talet. Den är den största av de medeltida stenkyrkorna i Sogn, och kallas därför också Sogns domkyrka. Kyrkans interiör genomgick en omfattande ombyggnad åren 1860–1861, och restaurerades till viss del 1926. Till de medeltida inventarierna hör en dopfunt som numera står i Bergens museum.